# Mekia Cox
Mekia Cox (Saint Croix, 18 novembre 1981) è un'attrice e ballerina statunitense.
È nota per il suo ruolo di Sasha nella seconda e terza stagione di 90210, Nyla Harper in The Rookie, Robin Charles in Chicago Med e il suo ruolo come ballerina nella serie di concerti di Michael Jackson This is it e nel relativo film Michael Jackson's This Is It.
Nel 2010, ha recitato nel ruolo di Lizzy Gilliam nel film drammatico di spionaggio della NBC Undercovers. È anche nota per il ruolo della principessa Tiana nel dramma fantasy della ABC C'era una volta e per il ruolo della detective Nyla Harper nel dramma poliziesco The Rookie.
Da giovane, Cox ha avuto una storia di esperienza di danza e formazione teatrale. Gran parte dei suoi primi lavori sono stati associati agli Universal Studios e Nickelodeon. Ha continuato a formarsi nelle arti dello spettacolo al liceo e all'università. Successivamente, è stata in tournée a livello nazionale in produzioni teatrali di musical, tra cui Fame.

## Biografia
Cox, originaria di St. Croix, si è trasferita con la sua famiglia a Orlando, in Florida, all'età di sette anni dopo aver trascorso cinque anni della sua giovinezza a studiare danza nelle Isole Vergini americane. Nel 1989, Cox è stata invitata a partecipare al Disney's Magic Kingdom Christmas Spectacular. Come attrice bambina, Cox è apparsa negli show di Nickelodeon, tra cui My Brother and Me, Kenan and Kel e All That.
Cox si è laureata nel 1999 alla Dr. Phillips High School, dove è stata iscritta al programma "Arti Visive e dello Spettacolo" per la performance vocale. Ha conseguito una laurea in musica presso la Florida State University nel 2003 dopo essere stata accettata nel loro programma di teatro musicale. Durante le sue estati ha lavorato all'Heritage Repertory Theatre di Charlottesville, in Virginia, dove un'estate ha interpretato ruoli in Smokey Joe's Cafe e Anything Goes e durante un'altra si è esibita come personaggio ricorrente nella sitcom di Nickelodeon Noah Knows Best. Altri crediti teatrali regionali includono Rent, dove ha interpretato la ballerina di club e tossicodipendente Mimi Márquez, il ruolo in Chicago di Liz e Frenchie in Cabaret.
Dopo la laurea, ha interpretato Sarah in Ragtime, il musical al Merry-Go-Round Theatre di Auburn, New York. In seguito Cox è stata in tournée a livello nazionale per due anni come Carmen in Fame, oltre a rivisitare il suo ruolo di Brenda in Smokey Joe's Café. Dopo essere stata in tournée e aver ottenuto il suo primo ruolo televisivo, si è trasferita a Los Angeles, dove continua a risiedere.

## Carriera
Prima del suo ruolo in Undercovers, Cox ha recitato in numerose serie televisive. Nel 2005, è apparsa in CSI: NY e Half & Half, ed è apparsa in One Tree Hill come Faith nell'episodio 10 della stagione 3 l'anno successivo. È apparsa anche nella commedia drammatica romantica Crazy, Stupid, Love che è stata rilasciata nel luglio 2011.
Cox è stata una delle uniche due donne selezionate per il gruppo di ballo di 11 membri da un campo di oltre 500 per la serie di concerti This Is It. È stata una delle ballerine presenti nel film documentario Michael Jackson's This Is It. Può essere vista ballare con Jackson durante le prove di "The Way You Make Me Feel".
Durante la seconda stagione del 2009 di 90210 è apparsa in sei episodi. Appare anche nel quarto episodio della terza stagione (4 ottobre 2010). Il 29 ottobre 2009, è stata una delle ballerine di This is It che sono apparse al The Ellen DeGeneres Show per soddisfare il desiderio di compleanno della conduttrice Ellen DeGeneres.
È apparsa in tutti gli episodi della prima stagione del breve dramma di spionaggio della NBC Undercovers. Ha interpretato Lizzy Gilliam, che è la sorella della protagonista femminile e che non è a conoscenza del coinvolgimento della sua famiglia nelle attività della Central Intelligence Agency. Originariamente, Jessica Parker Kennedy era stata scelta per il ruolo, ma Cox l'ha sostituita nel giugno 2010 prima che il primo episodio della prima stagione andasse in onda nel settembre 2010.
Nel 2016, Cox è apparsa nell'episodio "The Cover-Up" di Modern Family. Ha interpretato Tiana, conosciuta come Sabine sotto la maledizione in Hyperion Heights nella settima e ultima stagione di C'era una volta. Nell'agosto 2017, Cox è stata promossa a una serie regolare. È apparsa in 15 episodi della stagione.
Nel 2019, ha iniziato a recitare nella seconda stagione del dramma procedurale della polizia della ABC The Rookie nei panni del detective Nyla Harper, apparendo per la prima volta nel quarto episodio della seconda stagione "Guerrieri e Guardiani".

## Vita privata
Il 28 aprile 2018, Cox ha sposato l'analista di basket Britt Leach. Nel dicembre 2018 ha dato alla luce la loro prima figlia. Ha annunciato la sua gravidanza con il loro secondo figlio nel gennaio 2022; è stato scritto nel suo ruolo di agente Nyla Harper in The Rookie. Cox ha espresso gratitudine per gli autori della serie per averlo fatto. Il 18 maggio 2022, Cox ha pubblicato una foto della sua seconda figlia su Instagram, indicando come data di nascita della bambina il 13 maggio 2022.

## Filmografia

### Cinema
- I Kissed a Vampire, regia di Chris Nolan (2010)
- Crazy, Stupid, Love, regia di Glenn Ficarra e John Requa (2011)
- Battlefield America, regia di Chris Stokes (2012)
- The Exchange, regia di Robert L. Poole (2013)[2]
- After Dark, regia di Rico Johnson (2013)[3]
- The Squeeze, regia di Terry Jastrow (2015)
- If Not Now, When?, regia di Tamara Bass e Meagan Good (2019)[4]

### Televisione
- My Brother and me, regia di Arlando Smith e Adam Weissman (1994)
- CSI: NY – serie TV, 1 episodio (2005)
- Half and Half – serie TV, 1 episodio (2005)
- One Tree Hill – serie TV, 1 episodio (2006)
- Bones – serie TV, 1 episodio (2008)
- 90210 – serie TV, stagione 2 (ricorrente) e stagione 3 (ospite) (2009-2010)
- Undercovers – serie TV (2010)
- The Mentalist – serie TV, 1 episodio (2011)
- Terapia d'urto (Necessary Roughness) – serie TV, 2 episodi (2012)
- Common Law – serie TV, 1 episodio (2012)
- Leverage - Consulenze illegali (Leverage) – serie TV, 1 episodio (2012)
- Key and Peele – serie TV, 3 episodi (2012-2014)
- Mob City – serie TV (2013)
- Almost Human – serie TV, 2 episodi (2013-2014)
- Gotham – serie TV, 1 episodio (2014)
- Untitled Jerrod Carmichael Pilot – serie TV, 1 episodio (2014)
- Grey's Anatomy – serie TV, 1 episodio (2015)
- Modern Family – serie TV, 1 episodio (2016)
- Impastor – serie TV (2016)
- Secrets and Lies – serie TV, stagione 2 (2016)
- Chicago Med – serie TV, stagione 2-4 (ricorrente), stagione 5 (ospite) (2016-2019)
- C'era una volta (Once Upon a Time) – serie TV, stagione 7 (2017-2018)
- The Rookie – serie TV (2019-in corso)

## Doppiatrici italiane
Nelle versioni in italiano delle opere in cui ha recitato, Willa Ford è stata doppiata da:
- Emanuela Damasio in 90210, Modern Family, C’era una volta, Chicago Med
- Laura Latini in Undercovers
- Domitilla D'Amico in Secrets and Lies
- Ilaria Latini in Leverage - Consulenze illegali
- Laura Righi in The Rookie